# Cunaxa grobleri
Cunaxa grobleri är en spindeldjursart som beskrevs av Den Heyer 1979. Cunaxa grobleri ingår i släktet Cunaxa och familjen Cunaxidae. Inga underarter finns listade i Catalogue of Life.